# Villa Zanardelli

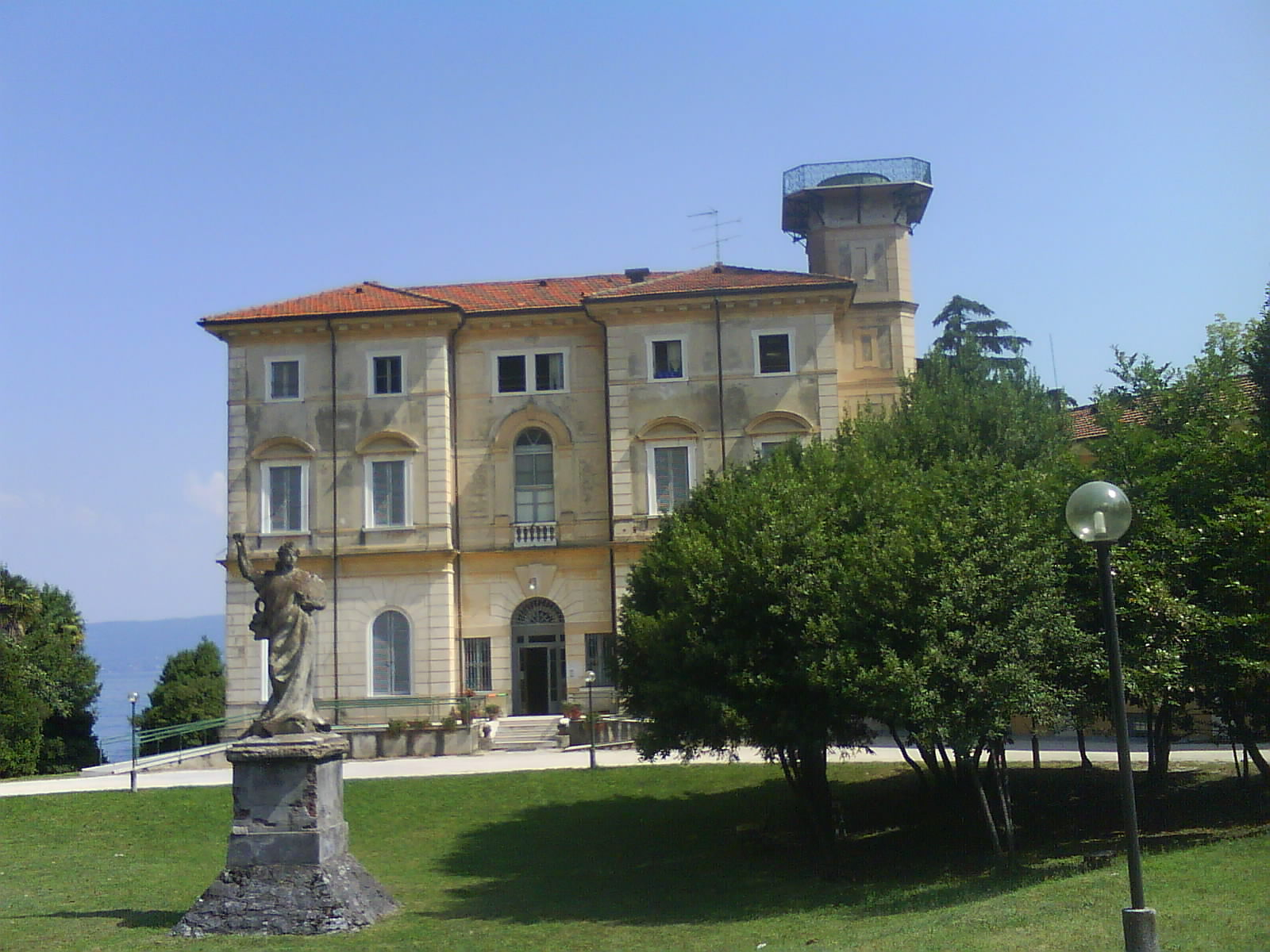
Villa Zanardelli

Die Villa Zanardelli ist eine Villa in der Italienischen Gemeinde Toscolano Maderno in Norditalien am Gardasee. Die Villa ist nach dem italienischen Staatsmann Giuseppe Zanardelli benannt. Von der italienischen Behörde für kulturelles Erbe wurde die Villa als kulturell wertvoll eingestuft und genießt aufgrund des historischen und kulturellen Werts besonderen Schutz.

## Geschichte
Die Villa wurde vom Brescianer Staatsmann Giuseppe Zanardelli erbaut, der 1888 aus Liebe zu Maderno das Land, auf dem er sein „buen retiro“ errichten sollte, vom Grafen Arrighi kaufte.
Das Gebäude wurde vom Architekten Antonio Tagliaferri aus Brescia entworfen und zwischen 1888 und 1892 erbaut. Nach einem langen Entwurfsprozess, in dem Tagliaferri zahlreiche stilistische Möglichkeiten vorschlug, vom Mittelalter über das 15. Jahrhundert bis hin zum pompejanischen Stil, war es Zanardelli selbst, der den Stil auswählte. Ziel war die Schaffung eines schlichten Gebäudes im Stil des 16. Jahrhunderts mit diskreter Eleganz.
Es handelt sich um ein Anwesen von großem architektonischen Wert von ca. 17.000 m² großen Park mit Olivenbäumen, wertvollen Statuen, einem alten Zitronenhain und direktem Zugang zum See.

## Lage
Toscolano Maderno ist eine Gemeinde mit rund 7550 Einwohnern der Provinz Brescia in der Lombardei.
Die Gemeinde gehört zur am Westufer des Gardasees gelegenen Riviera dei Limoni und besteht aus den 1928 fusionierten Städten Toscolano und Maderno, die durch den Fluss Torrente Toscolano getrennt sind.
Es besteht eine ganzjährige Fährverbindung nach Torri del Benaco.

## Namensgeber
Zanardelli war ein bekannter Staatsmann, Jurist und Politiker. Als er am 26. Dezember 1903 starb, bezeichnete ihn die New York Times als „einen großen Italiener“. Er führte das Land in einer entscheidenden Phase seiner Geschichte und führte epochale Reformen durch. Nach der Vereinigung Italiens wurde er zum Abgeordneten in den Reihen der liberalen Linken gewählt, war mehrmals Minister für öffentliche Arbeiten und Justiz und in den Jahren 1876–1899 Präsident der Kammer und schließlich von 1901 bis 1903 Premierminister.

## Kunst
Im Inneren befinden sich Fresken und Gemälde aus der Bauzeit um 1890, die Ximenes und Bertolotti zugeschrieben werden und die die bedeutendsten Momente des politischen Lebens des Brescianer Staatsmannes Zanardelli erzählen. Eines der Fresken stellt den Besuch von König Umberto I. zusammen mit Zanardelli in den Glisenti-Werkstätten dar, ein Gemälde, das an den Wendepunkt erinnert, den Zanardelli zugunsten der Brescia-Industrie herbeiführte und der die Abkehr von der Politik seiner Vorgänger zur Erteilung staatlicher Aufträge im Ausland
bedeutete. In einem Saal im Erdgeschoss erscheinen an der Decke die Figuren von Zanardellis wichtigsten Mitarbeitern mit einem Trompe-l'oeil-Effekt, und im Obergeschoss befanden sich die Bibliothek und eine Kunstgalerie voller Gemälde, die heute verschollen sind.